# ニーナ・フリーロン
ニーナ・フリーロン（Nnenna Freelon、1954年7月28日 - ）は、アメリカのジャズ・シンガーで、作曲家、音楽プロデューサー、編曲家。

## 生い立ち
フリーロンは、マサチューセッツ州ケンブリッジでチャールズとフランシス・ピアース夫妻の娘として生まれ、そこで育った。兄のメルヴィンと妹のデビーがいる。若い頃は、地域社会やユニオン・バプテスト教会、そしてセントポールAME（アメリカ精神病院）で精力的に歌っていた。「私も他の多くの人と同じように、教会で歌い始めました…」と彼女は回想する。フリーロンはボストンのシモンズ大学で医療管理学の学位を取得した。その後はノースカロライナ州ダーラムにあるダーラム郡病院法人でしばらく働いていた。
彼女は、ニーナ・シモンやビリー・エクスタインといった「有名ではない」人々から影響を受けたと述べ、両親が自宅で彼らのレコードを聴いていたと言う。「子供たちに幅広い音楽環境に触れさせることが大切です」と彼女は言う。「祖母から言われたことを実践しました。『自分の置かれた場所で花を咲かせなさい』『バスに乗ってニューヨークやロサンゼルスに行くのではなく、自分がいる場所で歌いなさい』と」。

## 略歴

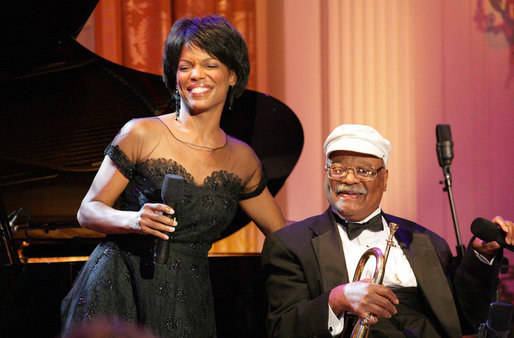
クラーク・テリー（右）とフリーロン（2006年）

1990年、ニーナ・フリーロンはサザン・アーツ・フェデレーションのジャズ・ミーティングに参加し、エリス・マルサリスと出会った。「それが大きな転機でした。当時、私は7年間、歌っていました。エリスは教育者で、私を育てて、助けたいと考えてくれていました。当時、私は知らなかったのですが、コロムビア・レコードのジョージ・バトラーが女性シンガーを探していたのです。エリスは私に資料一式を依頼してきました。私は地元向けのプレスキットとオリジナル曲の小さなテープを持っていました。そして2年後に、コロムビア・レコードと契約を交わしました」。1992年、コロムビアからデビューCD『ニーナ・フリーロン』をリリースした時、彼女は30代後半になっていた。同レーベルは1994年に彼女との契約を解除したが、1996年にコンコード・レコードと契約した。
彼女はレイ・チャールズ、エリス・マルサリス、アル・ジャロウ、アニタ・ベイカー、アレサ・フランクリン、ダイアン・リーヴス、ダイアナ・クラール、ラムゼイ・ルイス、ジョージ・ベンソン、クラーク・テリー、ハービー・ハンコック、テレンス・ブランチャードといった大物アーティストと共演している。カーネギー・ホール、ハリウッド・ボウル、エリントン・ジャズ・フェスティバル、モントレー・ジャズ・フェスティバル、アポロ・シアター、モントルー・ジャズ・フェスティバル、ジョン・F・ケネディ・センター・フォー・ザ・パフォーミング・アーツなどでパフォーマンスしている。

## ベビーソング・ワークショップ
フリーロンは、全米で40万以上の学校および地域社会とのパートナーシップ・プログラムを運営し、芸術教育に尽力する全米教育パートナー協会（NAEP）のスポークスパーソンを務めている。フリーロンは、ジャズのキャリアが順調に発展する一方で、病院での仕事との繋がりも保ち続けている。1990年にデューク大学メディカルセンターで始めたベビーソング・ワークショップでは、若い母親や医療従事者に対し、癒しと育児における人間の声の重要性を教えている。彼女は、脳の発達を促すために、親が子どもに歌を歌うことの重要性を強調している。

## 私生活
1979年、建築家のフィリップ・フリーロンと結婚。夫と共にディーン、マヤ、ピアースの3人の子供を育てた後、ジャズ・シンガーとしてプロの活動を始めることを決意した。息子のピアース・フリーロンはヒップホップ・アーティストであり、ノースカロライナ中央大学の政治学客員教授を務めている。また、ウェブサイト「Blackademics」の創設者でもあり、アンジェラ・デイヴィス、マヤ・アンジェロウ、ニッキ・ジョヴァンニ、ジェシー・ジャクソンなど、多くの著名人にインタビューを行っている。ディーン・フリーロンは、ペンシルベニア大学アネンバーグ・コミュニケーション・スクールの学長教授として、ソーシャルメディアと政治を研究している。娘のマヤ・フリーロン・アサンテはヴィジュアル・アーティストである。

## 受賞歴
- ユービー・ブレイク賞 : ユービー・ブレイク国立ジャズ協会
- ビリー・ホリデイ賞 : アカデミー・デュ・ジャズ

## ディスコグラフィ

### アルバム
- 『ニーナ・フリーロン』 - Nnenna Freelon (1992年、Columbia)
- 『ヘリテイジ』 - Heritage (1993年、Columbia)
- 『リッスン』 - Listen (1994年、Columbia)
- 『シェイキング・フリー』 - Shaking Free (1996年、Concord)
- 『処女航海』 - Maiden Voyage (1998年、Concord)
- 『ソウルコール』 - Soulcall (2000年、Concord)
- 『テイルズ・オブ・ワンダー』 - Tales of Wonder (2002年、Concord)
- 『ライヴ』 - Live (at The Kennedy Center, Washington D.C.) (2003年、Concord) ※ライブ
- 『ブループリント・オブ・ア・レディ～ビリー・ホリデイに捧ぐ』 - Blueprint of a Lady: Sketches of Billie Holiday (2005年、Concord)
- Better Than Anything (2008年、Concord) ※コンピレーション
- 『ホームフリー』 - Homefree (2010年、Concord)
- Christmas (2012年、Brown Boulevard)
- Time Traveler (2021年、Origin)
- AnceStars (2023年、Blackspace) ※with ピアース・フリーロン

## グラミー賞歴
| ニーナ・フリーロン グラミー賞歴 |                                                        |                                                                                          |            |
| 年                              | カテゴリー                                             | タイトル                                                                                 | 結果       |
| 1997                            | 最優秀ジャズ・ボーカル・パフォーマンス                 | 『シェイキング・フリー』                                                                 | ノミネート |
| 1999                            | 最優秀ジャズ・ボーカル・パフォーマンス                 | 『処女航海』                                                                             | ノミネート |
| 2001                            | 最優秀ジャズ・ボーカル・アルバム                       | 『ソウルコール』                                                                         | ノミネート |
| 2001                            | 最優秀ボーカル伴奏インストゥルメンタル・アレンジメント | ボタン・アップ・ユア・オーヴァーコート "Button Up Your Overcoat"（『ソウルコール』収録） | ノミネート |
| 2006                            | 最優秀ジャズ・ボーカル・アルバム                       | 『ブループリント・オブ・ア・レディ～ビリー・ホリデイに捧ぐ』                             | ノミネート |
| 2022                            | 最優秀ジャズ・ボーカル・アルバム                       | Time Traveler                                                                            | ノミネート |
| 2024                            | 最優秀子供向けアルバム                                 | AnceStars                                                                                | ノミネート |